# Emidinho Madeira
Emídio Alves Madeira Júnior (Nova Resende, 10 de março de 1967), mais conhecido como  Emidinho Madeira, é um produtor rural e político brasileiro filiado ao Partido Liberal (PL).
Emídio Alves Madeira Júnior é natural de Nova Resende (Sul de Minas) e é produtor rural. 
Em 2013, foi eleito presidente da Comissão dos Cafeicultores do Sul e Sudoeste de Minas. Suas principais regiões de atuação política são Sul e Sudoeste de Minas. Emidinho Madeira assumiu em 2015 seu primeiro mandato na Assembleia de Minas. Foi eleito com 66.018 votos.
Candidato do PSB, Emidinho Madeira obteve 103.533 votos totalizados (1,03% dos votos válidos) e foi eleito deputado federal em Minas Gerais no 1º turno das Eleições 2018. 
Em seu mandato de deputado federal, Emidinho votou a favor da Reforma da Previdência e da PEC do Voto Impresso.
Votou a favor da autonomia do Banco Central e da privatização dos Correios, porém contra a privatização da Eletrobrás. 
Votou a favor da PEC dos Precatórios e ausentou-se na votação sobre a institucionalização do orçamento secreto. Apesar disso, foi revelado que ele foi o responsável por destinar no mínimo R$ 4 milhões via orçamento secreto.
Ele se ausentou na votação referente a suspensão do mandato de Wilson Santiago (PTB), acusado de corrupção, e em votação sobre o aumento do fundo eleitoral. 
Foi reeleito deputado federal em 2022. 